# Rocco van Rooyen
Rocco van Rooyen (né le 23 décembre 1992) est un athlète sud-africain, spécialiste du lancer du javelot. 

## Biographie
Sixième des championnats du monde juniors de 2010, il remporte la médaille d'or des championnats d'Afrique juniors de 2011, en portant son record personnel à 75,72 m.
En mars 2014, à Bellville, Rocco van Rooyen atteint la marque de 80,10 m, signant un nouveau record personnel. Il se classe sixième des Jeux du Commonwealth, et sixième des championnats d'Afrique.
En mai 2015, au Cap, il établit un lancer à 85,39 m.

### Palmarès
| Date | Compétition                    | Lieu      | Résultat | Épreuve           | Performance |
| ---- | ------------------------------ | --------- | -------- | ----------------- | ----------- |
| 2010 | Championnats du monde juniors  | Moncton   | 6e       | Lancer du javelot | 74,13 m     |
| 2011 | Championnats d'Afrique juniors | Gaborone  | 1er      | Lancer du javelot | 75,72 m     |
| 2014 | Jeux du Commonwealth           | Glasgow   | 6e       | Lancer du javelot | 76,84 m     |
| 2014 | Championnats d'Afrique         | Marrakech | 6e       | Lancer du javelot | 75,41 m     |

### Records
| Épreuve           | Performance | Lieu   | Date        |
| ----------------- | ----------- | ------ | ----------- |
| Lancer du javelot | 85,39 m     | Le Cap | 23 mai 2015 |